# Gouvernement Ilham Aliyev IV
République d'Azerbaïdjan
Ilham Aliyev III Ilham Aliyev V
Le gouvernement Ilham Aliyev IV est le gouvernement de la république d'Azerbaïdjan du 21 avril 2018 au 14 février 2024.

## Historique

### Formation
Le président Ilham Aliyev est réélu le 11 avril 2018 à l'issue d'un scrutin boycotté par l'opposition. Il nomme son nouveau gouvernement le 21 avril 2018. Il remplace notamment le Premier ministre Artur Rasizade, en poste depuis 1996. Certains nouveaux ministres sont relativement jeunes technocrates et diplômés d'universités occidentales.

## Composition
- Les nouveaux ministres sont indiqués en gras, ceux ayant changé d'attributions en italique.

| Fonction | Titulaire | Titulaire                                                                                            | Parti |
| --- | --------- | --- | ----- |
| Président de la République |           | Ilham Aliyev                                                                                         | YAP   |
| Ministres |           | |       |
| Premier ministre |           | Novruz Mammadov Ali Asadov                                                                           | YAP   |
| Premier vice-Premier ministre |           | Yaqub Eyyubov                                                                                        | YAP   |
| Vice-Premier ministre |           | Hadjibala Abutalibov (jusqu'au 21/10/2019) Şahin Mustafayev                                          | YAP   |
| Vice-Premier ministre |           | Ali Akhmedov                                                                                         | YAP   |
| Vice-Premier ministre |           | Ali Hasanov (jusqu'au 21/10/2019)                                                                    | YAP   |
| Ministre de l'Agriculture |           | Inam Karimov                                                                                         | Sans  |
| Ministre de la Culture |           | Abulfaz Garayev (jusqu'au 21/05/2020) Anar Karimov (jusqu'au 22/12/2022) Adil Karimli                | Sans  |
| Ministre de la Défense |           | Zakir Hasanov                                                                                        | Sans  |
| Ministre de l'Industrie de la défense |           | Yavar Jamalov (jusqu'au 23/06/2018) Yahya Mousaïev (intérim) Madat Gouliyev (à partir du 20/06/2019) | Sans  |
| Ministre de l'Écologie et des Ressources naturelles                                                                                       |           | Mukhtar Babayev                                                                                      | YAP   |
| Ministre de l'Économie |           | Şahin Mustafayev (jusqu'au 21/10/2019) Mikayil Jabbarov                                              | YAP   |
| Ministre de l'Éducation Ministre de l'Éducation et des Sciences (28/07/2022)                                                              |           | Jeyhoun Bayramov (jusqu'au 27/07/2020) Emin Amrullayev                                               | Sans  |
| Ministre des Situations d'urgence |           | Kamaladdin Haydarov                                                                                  | Sans  |
| Ministre de l'Énergie |           | Parviz Chahbazov                                                                                     | YAP   |
| Ministre des Finances |           | Samir Charifov                                                                                       | Sans  |
| Ministre des Affaires étrangères |           | Elmar Mammadyarov (jusqu'au 16/07/2020) Djeyhoun Baïramov                                            | Sans  |
| Ministère de la Santé |           | Ogtay Chiraliyev (jusqu'au 23/04/2021) Teymur Musayev                                                | YAP   |
| Ministre de l'Intérieur |           | Ramil Ousubov (jusqu'au 20/06/2019) Vilayat Eyvazov                                                  | Sans  |
| Ministre de la Justice |           | Fikrat Mammadov                                                                                      | Sans  |
| Ministre du Travail et de la Protection sociale de la population                                                                          |           | Sahil Babayev                                                                                        | YAP   |
| Ministre des Impôts |           | Mikayil Jabbarov (jusqu'au 21/10/2019)                                                               | Sans  |
| Ministre des Transports, des Communications et des Hautes Technologies Ministre du Développement numérique et des Transports (11/10/2021) |           | Ramin Guluzadeh (jusqu'au 26/01/2021) Rəşad Nəbiyev                                                  | Sans  |
| Ministre de la Jeunesse et des Sports |           | Azad Rahimov (mort le 30/04/2021) Farid Gayibov (à parir du 07/09/2021)                              | Sans  |
| Présidents de comités |           | |       |
| Président du Comité d'État pour la Construction et l'Architecture de la ville                                                             |           | Samir Nouriyev                                                                                       | Sans  |
| Président du Comité d'État pour les Affaires de la famille, de la femme et de l'enfance                                                   |           | Hijran Huseynova (jusqu'au 09/03/2020) Bahar Mouradova                                               | YAP   |
| Président du Comité d'État pour les Réfugiés et les Personnes déplacées                                                                   |           | Rovchan Rzayev                                                                                       | Sans  |
| Président du Comité d'État sur le Travail avec la diaspora                                                                                |           | Fouad Mouradov                                                                                       | Sans  |
| Président du Comité d'État pour le Travail avec les organisations religieuses                                                             |           | Mubariz Gourbanli                                                                                    | YAP   |
| Président du Comité des Douanes d'État |           | Safar Mehdiyev (jusqu'au 16/07/2022) Şahin Bağırov                                                   | Sans  |
| Président du Comité des Questions de propriété d'État                                                                                     |           | Karam Hasanov                                                                                        | YAP   |
| Président du Comité des Statistiques d'État                                                                                               |           | Tahir Boudagov                                                                                       | YAP   |
| Chefs de services |           | |       |
| Chef du service de renseignement étranger                                                                                                 |           | Orkhan Soultanov                                                                                     | Sans  |
| Chef des services frontaliers |           | Eltchin Gouliyev                                                                                     | Sans  |
| Chef du service de migration d'État |           | Vussal Huseynov                                                                                      | YAP   |
| Chef du Service de sécurité de l'État |           | Madat Gouliyev (jusqu'au 20/06/2019) Ali Naghiyev                                                    | Sans  |
| Chef du Service d'État pour la Mobilisation et la Conscription                                                                            |           | Arzou Rahimov                                                                                        | Sans  |
| Président de l'Agence nationale de sécurité des aliments                                                                                  |           | Gochgar Tahmazli                                                                                     | Sans  |
| Président de l'Agence nationale de tourisme                                                                                               |           | Fouad Naghiyev                                                                                       | Sans  |